# Курдистан (еялет)
Еялет Курдистан (осман. ايالت كردستان) — адміністративно-територіальна одиниця Османської імперії. Існував у 1847—1867 роках. Утворився з частин еялетів Діярбекір, Ерзурум  та Шаразор (на теперішніх землях Туреччини та Іраку).

## Історія
У 1840-х роках відбувається відновлення центральної влади в Месопотамії, на сході Малої Азії. Водночас розпочато реформи Танзімату, спрямовані на посилення якості управління. Разом з тим посилюється спротив з боку курдів, що намагалися зберегти автономію та фактичну незалежність від султанського уряду. У 1847 році розпочалося повстання на чолі із Бедр-хан Беєм з емірату Бохтан, якого підтримали курдську правителя Хаккярі та Амадії. Повстання охопили райони навколо озера Ван, північний Ірак, Шаразор. Для заспокоєння частини курдських беїв 1847 році було створено еялет Курдистан, куди увійшли основні райони, населені курдами (Дерсім, Хаккярі, Шаразор, частина Діярбекіра). Лише у 1850 році курдське повстання було придушено.
У подальшому завданням очільників еялету було заспокоєння місцевих кланів, сприяння їх розколу, відновлення влади османської адміністрації. При цьому урядовці намагалися посіяти ворожнечу між вірменами й ассирійцями, з одного боку, та курдами — з другого. Разом з тим назва «Курдистан» саме з цього часу поширилася на східну Малу Азію та Північний Ірак, увійшла у вжиток європейських дипломатів. У 1864 році з еялету виокремлено санджак Хаккярі, який долучено до Ерзурумського вілайєту.
У 1867 році Курдистанський еялет остаточно розформовано: Шаразор передано до багдадського вілайєту, Дерсім — до Ерзурумського, відновлено Діярбекірський еялет, що того ж року став вілайєтом.

## Структура
Санджаки достеменно невідомі, знано про Хозат, Хаккярі, Діярбакир, Бохтан, Амадія та Сулейманія. Санджаками керували каймаками або мютеселліми, що часто призначалися з вірних султанові курдських беїв.

### Паши
- Мюшир Езат Паша (1847—1850)
- Мюшир Абді Паша (1851)
- Візир Рагип Паша (1852)
- Візир Хамді Паша (1853—1854)
- Візир Іззет Паша (1854—1855)
- Візир Хуршид Паша (1857)
- Мюшир Хаджи-Камілі Паша (1858)
- Мюшир Махмуд Паша (1859)
- Візир Алі Різа Паша (1860—1861)
- Мюшир Халіл Камілі Паша (1862—1863)
- Мюшир Мустафа Паша (1864—1867)